# Binghamimyia reclinata
Binghamimyia reclinata är en tvåvingeart som beskrevs av Townsend 1919. Binghamimyia reclinata ingår i släktet Binghamimyia och familjen parasitflugor.
Artens utbredningsområde är Peru. Inga underarter finns listade.